# Antidesma bunius
Espèce
Classification phylogénétique
Antidesma bunius est une espèce de plantes à fleurs de la famille des Phyllanthaceae. C'est un arbre fruitier originaire d'Asie du Sud-Est, des Philippines et du nord de l'Australie. Son nom commun, et celui de ses fruits, est  bignay. Cette variété peut être aussi bien courte et arbustive que haute et droite en avoisinant une hauteur de 30 mètres. Elle possède de grandes feuilles persistantes coriaces, et de forme ovale jusqu'à 20 cm de long et 7 cm de large. Les feuilles sont reliées aux rameaux par de courts pétioles, créant ainsi une dense canopée.
L'espèce est dioïque, ses fleurs mâles et ses fleurs femelles étant portées par des pieds séparés. Les fleurs femelles émettent une forte odeur un peu désagréable. Les étamines sont disposées en petits bouquets et les pistils grandissent en longs racèmes qui deviennent de longues grappes de fruits.
Les fruits sont sphériques et ne dépassent pas la taille d'un centimètre, suspendus ou jumelés en de lourdes grappes. Ils sont d'abord blancs et murissent en virant progressivement au rouge puis au noir. Chaque grappe de fruits mûrit de façon inégale, de telle sorte que les grappes apparaissent sous des couleurs différentes. La peau contient un jus rouge, alors que la pulpe est blanche est incolore. Le fruit renferme un noyau de couleur claire. Le fruit a un goût semblable à celui de la canneberge avant maturité, puis un goût légèrement amer. Cet arbre est cultivé dans son milieu naturel et les fruits sont le plus souvent utilisés pour la fabrication de la confiture. Il est souvent cultivé dans des jardins fruitiers à Java.

## Galerie

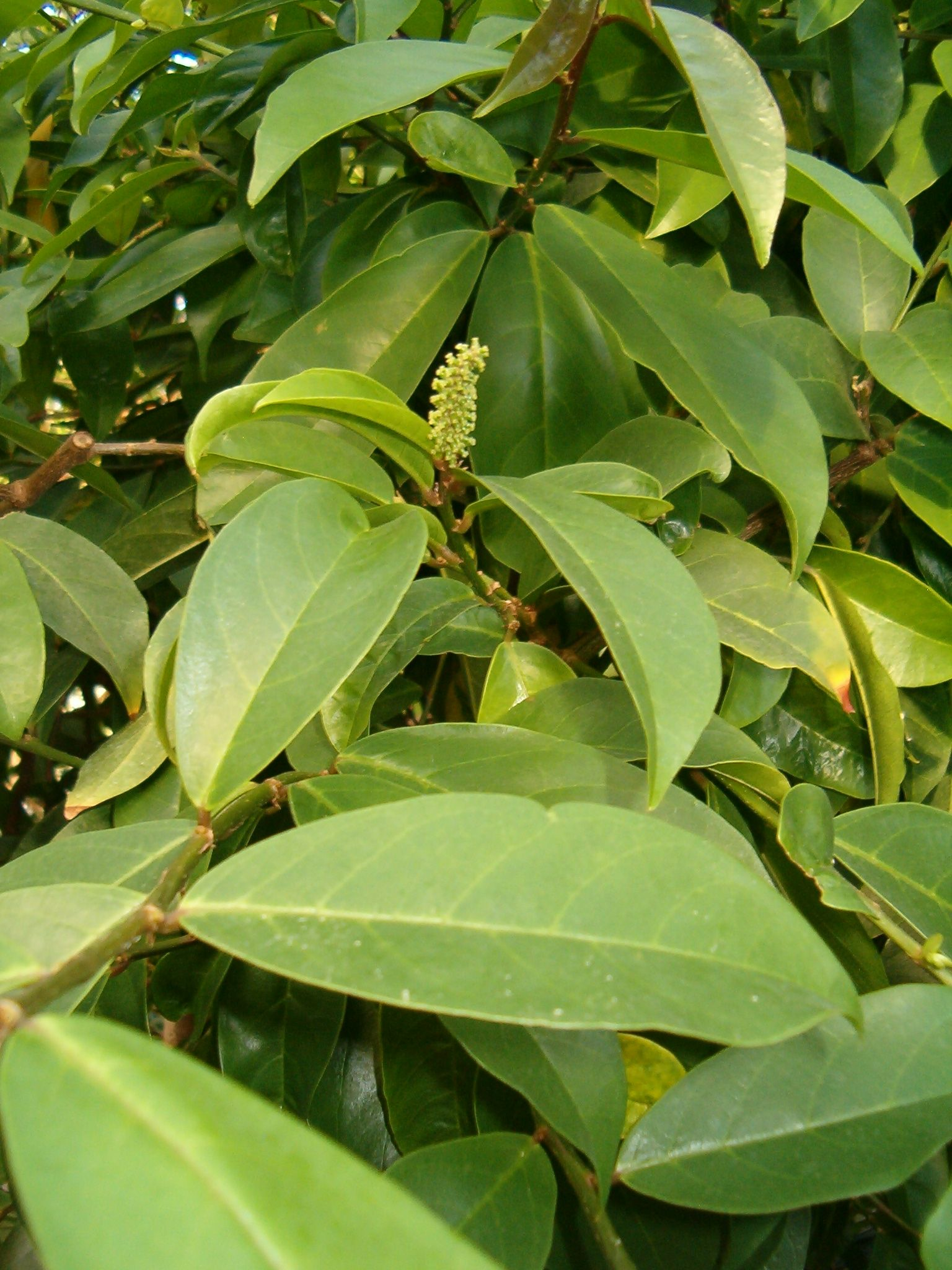
Antidesma bunius